# Pachygonidia ribbei
Pachygonidia ribbei là một loài bướm đêm thuộc họ Sphingidae. Loài này có ở Peru, Panama và Costa Rica.
Sải cánh dài 56–62 mm. Nó có thể phân biệt với các loài Pachygonidia khác bởi thiếu các dải riêng biệt ở phía trên cánh trước.
Mỗi năm loài này có thể có nhiều thế hệ.
Ấu trùng ăn Hamelia patens và Hamelia axilaris. Ấu trùng có màu nâu và xanh lá cây.